# Dicranolasma kurdistanum
Dicranolasma kurdistanum is een hooiwagen uit de familie Dicranolasmatidae.